# Veldbed

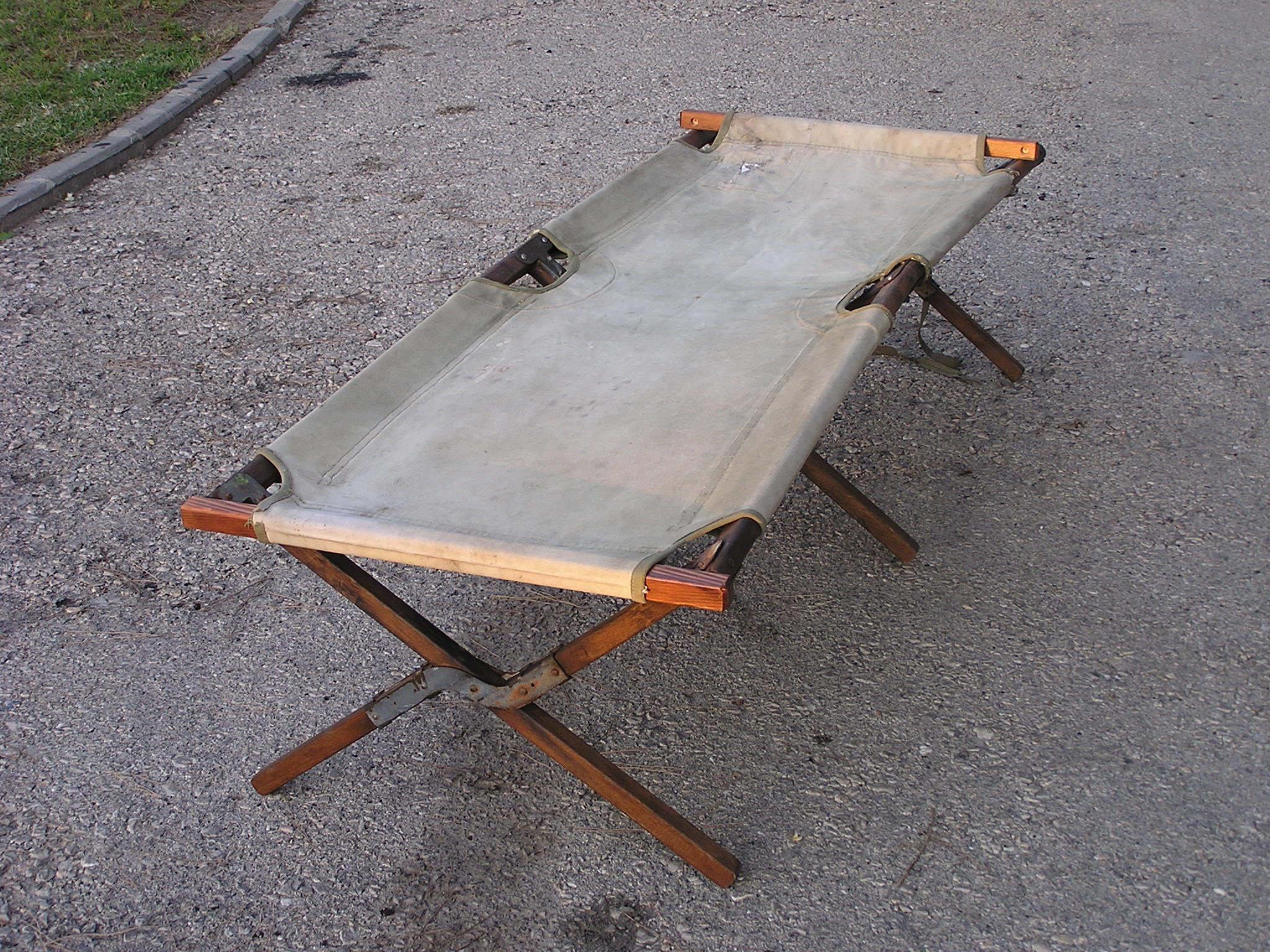
Amerikaans veldbed uit de Tweede Wereldoorlog

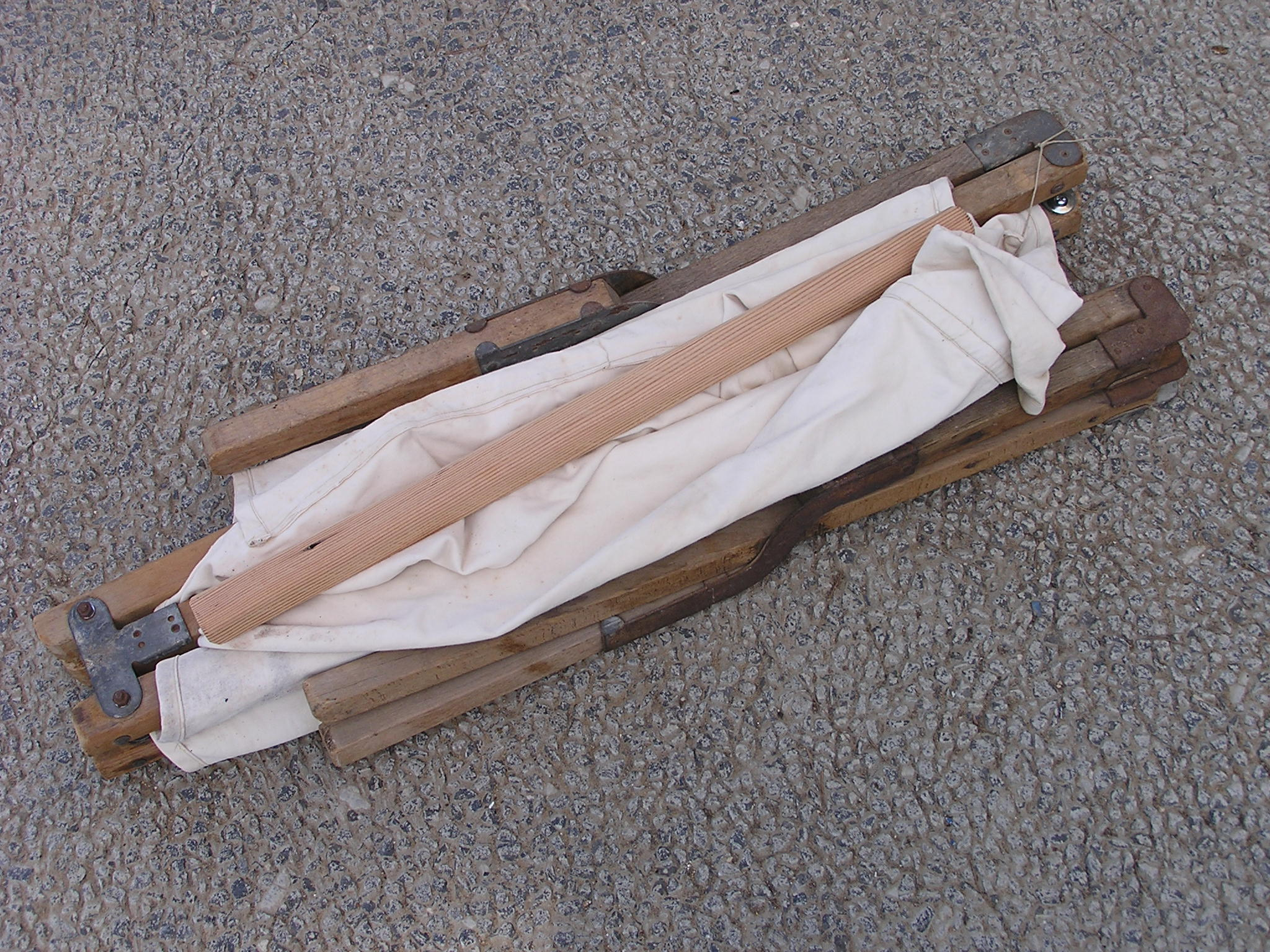
Hetzelfde bed als hierboven, opgevouwen

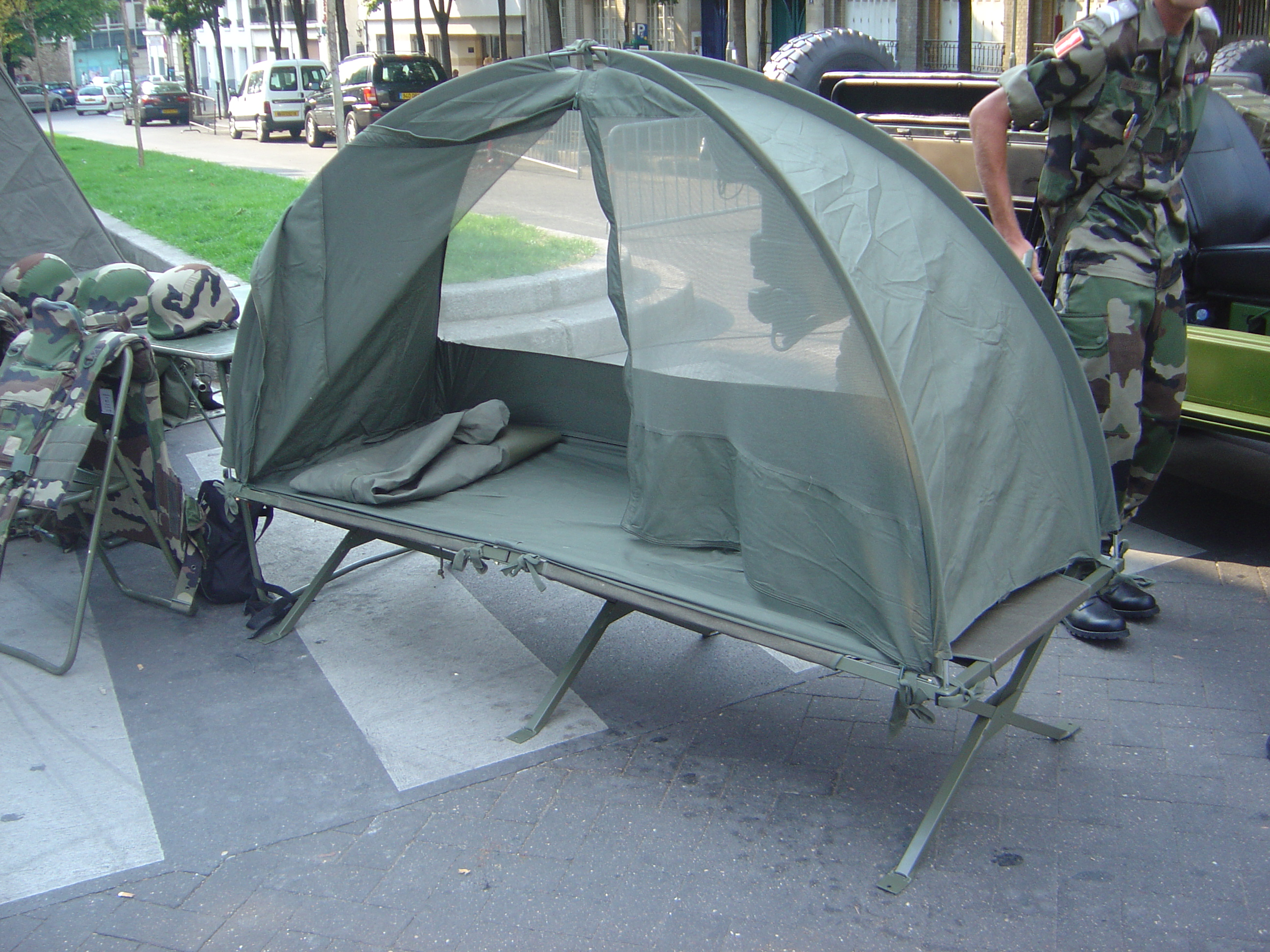
Modern Frans tropenbed met klamboe

Een veldbed (ook: kampeerbed, brits of stretcher) is een lichtgewicht bed met demontabele of opklapbare poten en een opvouwbaar skelet. Het grote voordeel van dit type bedden is dat ze zeer compact op te bergen zijn en eenvoudig getransporteerd kunnen worden.

## Gebruik
Deze vouwbedden worden gebruikt tijdens een kampeervakantie, tijdens een bivak, in een veldhospitaal en in noodopvangvoorzieningen. Ze kunnen ook thuis opgesteld worden als provisorisch gastenbed. Door hun bouw zijn ze niet erg comfortabel en daardoor niet bedoeld voor langdurig gebruik.

## Types

### Veldbed
Een ouderwets veldbed bestaat uit een opvouwbaar houten geraamte met zes of acht poten dat bespannen is met een canvasmat.

### Stretcher
Met een stretcher bedoelt men in Nederland meestal een lichtgewicht klapbed met een opvouwbaar aluminium buizenskelet dat is overtrokken met een lichtgewicht matrasdeel van versterkt linnen of nylon.

### Brits
Een brits was oorspronkelijk een laag houten vlonder die dienstdeed als slaapbank, waarop soldaten konden uitrusten van het wachthouden.

## Afbeeldingen

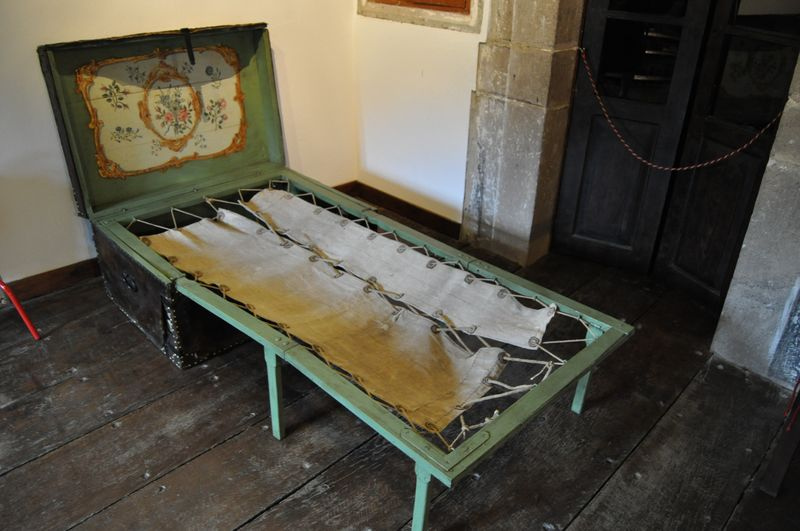
Antiek reisbed
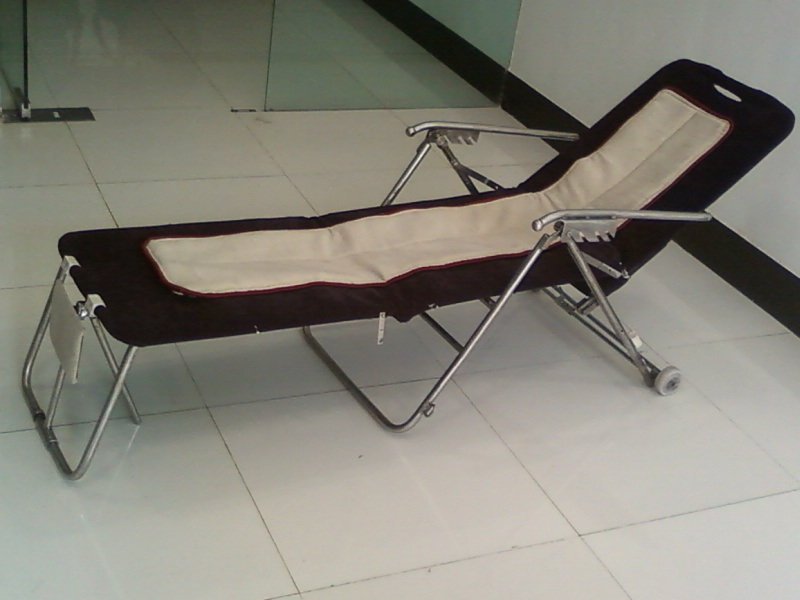
Stretcher
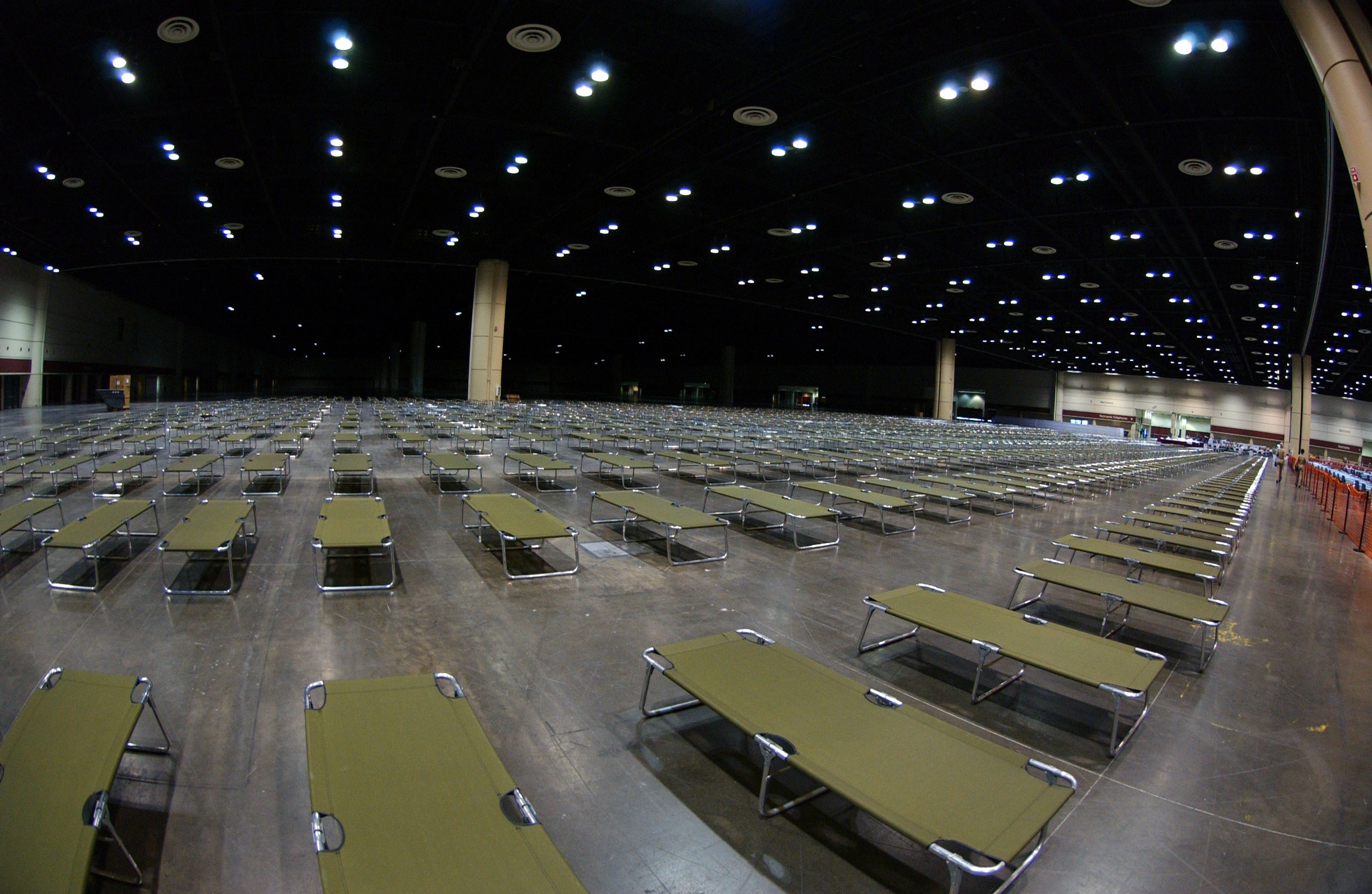
Noodopvang
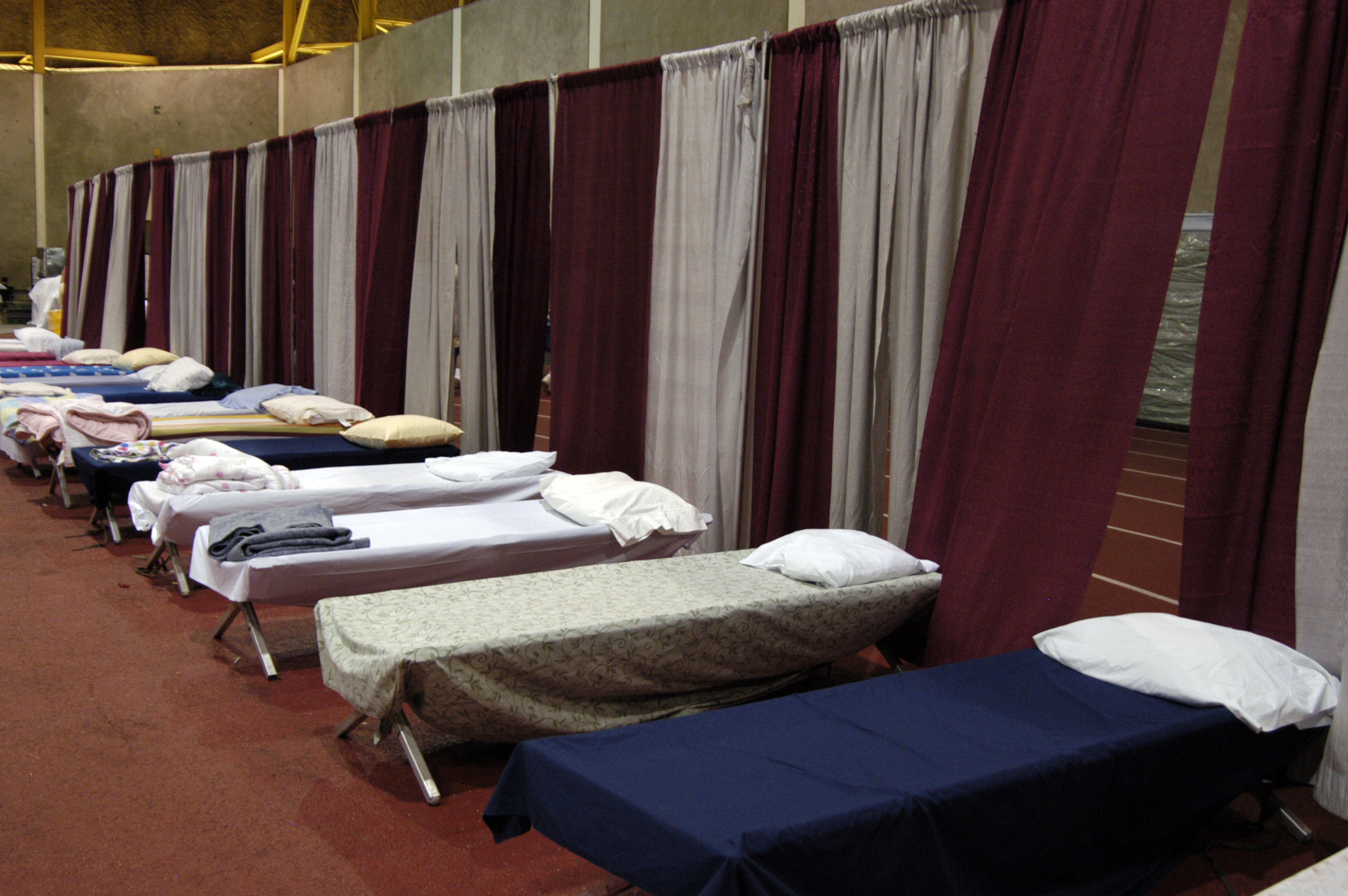
Noodopvang
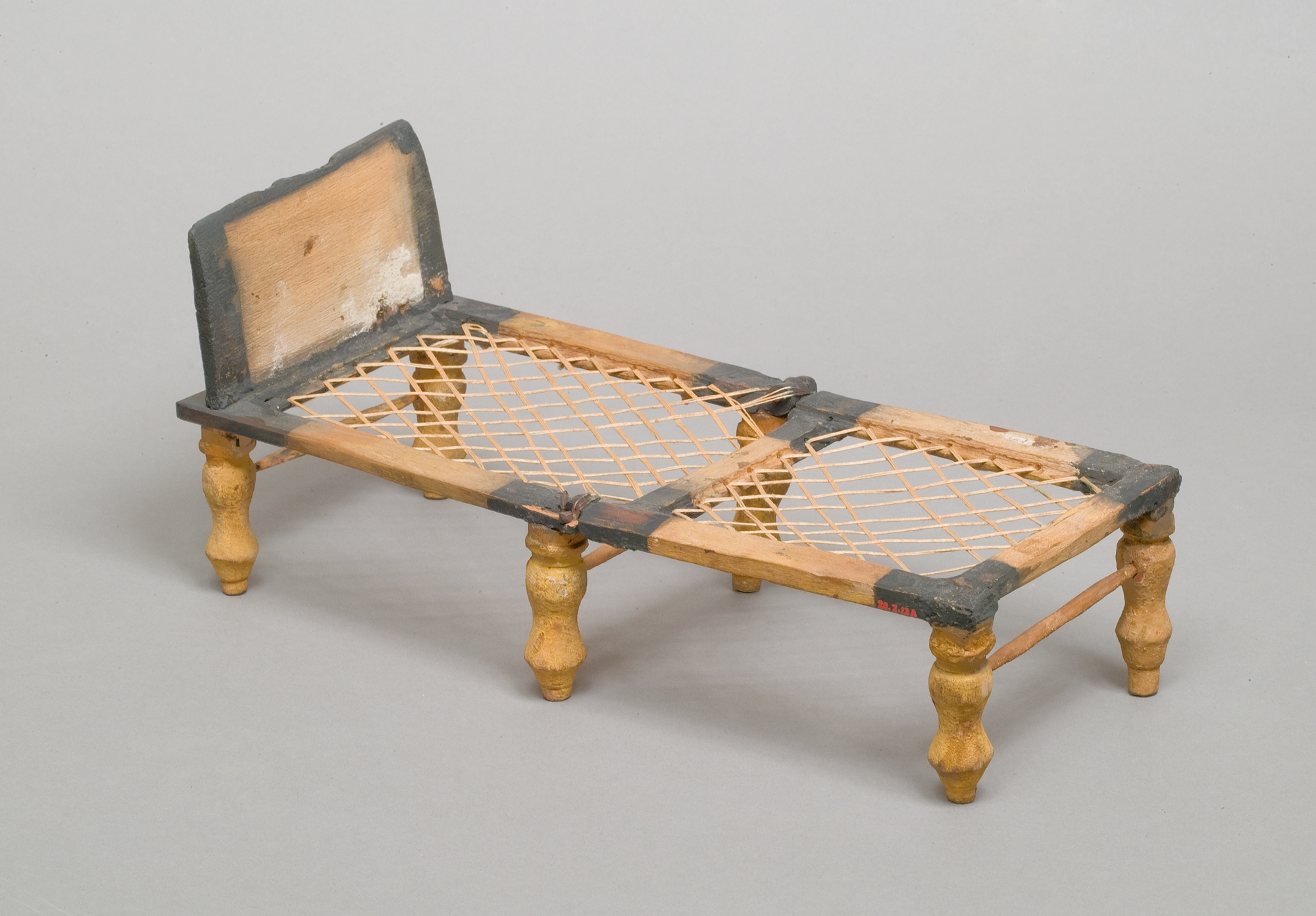
Model van een charpai (India)